# Арабеска (балет)
Арабеска (итал. arabesque) је став у балету са равнотежом тела у ослонцу на једној нози и различитим положајима руку. Изводи се тако што се тело издужује попречно, док је једна нога дигнута и истегнута уназад, друга је ослоњена на под, а једна или обе руке настављају линију уздигнуте ноге обично у супротном правцу.